# Антоновка белая
Антоновка белая — достаточно редкий осенний сорт яблок народной селекции, встречающийся в основном в старых садах.
Не является клоном Антоновки обыкновенной, возможно Антоновка белая — сеянец антоновки обыкновенной.
От Антоновки обыкновенной отличается более светлыми и крупными, эффектно выглядящими плодами и несколько более ранними сроками созревания. Съёмная и потребительская зрелость плодов наступает в начале сентября, хранить их можно до ноября.
При этом плоды, уступают плодам Антоновки обыкновенной по вкусовым качествам (содержат больше кислоты), хуже хранятся и, по данным ВНИИСПК, легче поражаются паршой и плодовой гнилью, яблони этого сорта менее зимостойки.
Иван Владимирович Мичурин, работая с мутациями этой разновидности антоновки, вывел Антоновку полуторафунтовую (шестисотграммовую).